# قانون ذوزنقه

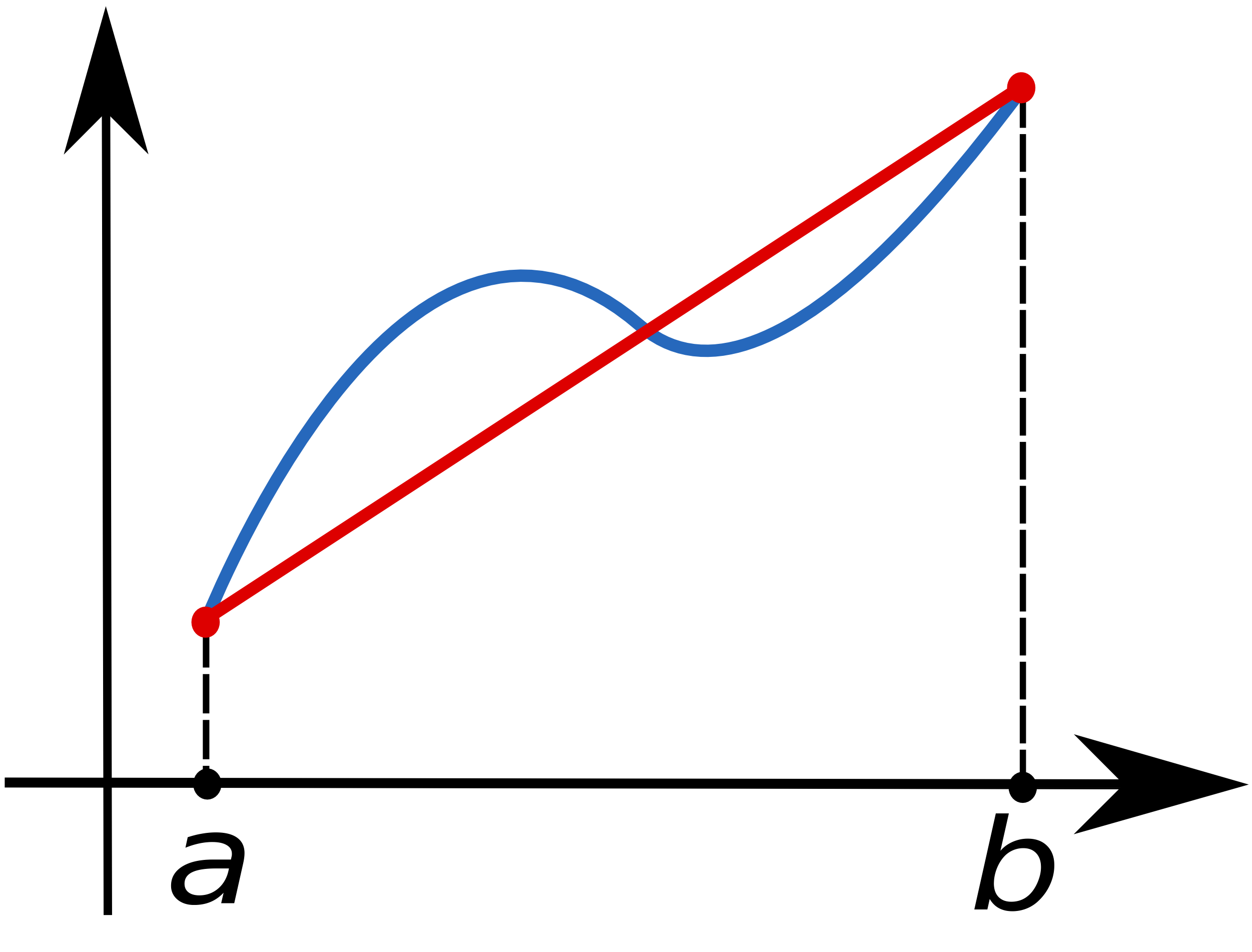
نمودار تابع(رنگ آبی) با خط تقریب زده شده است

در آنالیز عددی، قانون ذوزنقه راهی برای محاسبهٔ تقریبی انتگرال معیّن است.
قانون ذوزنقه از تقریب خطّی استفاده می‌کند. همان‌طور که در شکل می‌بینید بدین صورت است که می‌توان نمودار تابع را با تقریب خطی به یک سری ذوزنقه تبدیل کرد و سپس با محاسبهٔ مجموع مساحت‌های آن‌ها انتگرال تابع را به‌صورت حدّی به‌دست آورد.
{\displaystyle \int _{a}^{b}f(x)\,dx\approx (b-a)\left[{\frac {f(a)+f(b)}{2}}\right]}

## پیاده سازی عددی

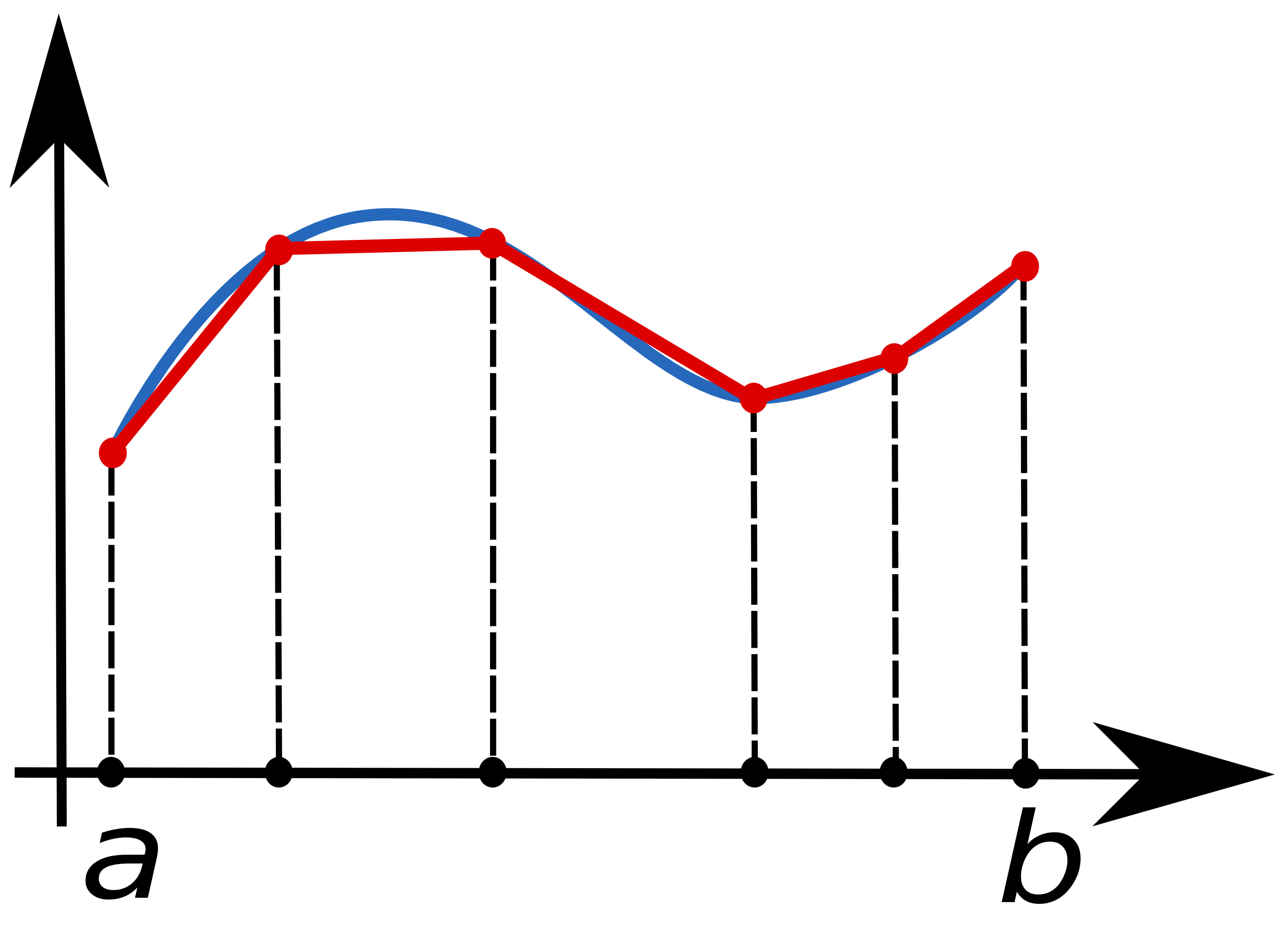
تقسیم‌بندی سطح زیر نمودار با استفاده از تقریب خطی و ایجاد ذوزنقه

### شبکهٔ یک‌نواخت
برای محاسبه انتگرال تابعی که یکنواخت است، یک {\displaystyle N} در نظر گرفته و از بازهٔ کوچک‌تر شروع کرده و به‌اندازه {\displaystyle N} به بازهٔ اولیّه اضافه کرده تا به بازهٔ بزرگ‌تر برسیم که در واقع به این صورت می‌شود:
{\displaystyle a=x1<x2<...<xN+1=b}
و سپس، این {\displaystyle x}ها ارتفاع ذوزنقه می‌شود و با قرار دادنِ {\displaystyle x}ها در تابع، قاعدهٔ کوچک و بزرگ را به‌دست می‌آوریم و با استفاده از فرمول مساحت ذوزنقه، مساحت ذوزنقه را به‌دست آورده و جمع کرده و در نتیجه انتگرال را به دست می‌آوریم.
{\displaystyle \int _{a}^{b}f(x)\,dx\approx {\frac {h}{2}}\sum _{k=1}^{N}\left(f(x_{k+1})+f(x_{k})\right)} {\displaystyle {}={\frac {b-a}{2N}}(f(x_{1})+2f(x_{2})+2f(x_{3})+\dotsb +2f(x_{N})+f(x_{N+1})).}

### شبکهٔ غیر یک‌نواخت
برای شبکه‌هایی که غیر یک‌نواخت است. از فرمول زیر استفاده می‌شود.
{\displaystyle \int _{a}^{b}f(x)\,dx\approx {\frac {1}{2}}\sum _{k=1}^{N}\left(x_{k+1}-x_{k}\right)\left(f(x_{k+1})+f(x_{k})\right).}